# Stara Anatomia

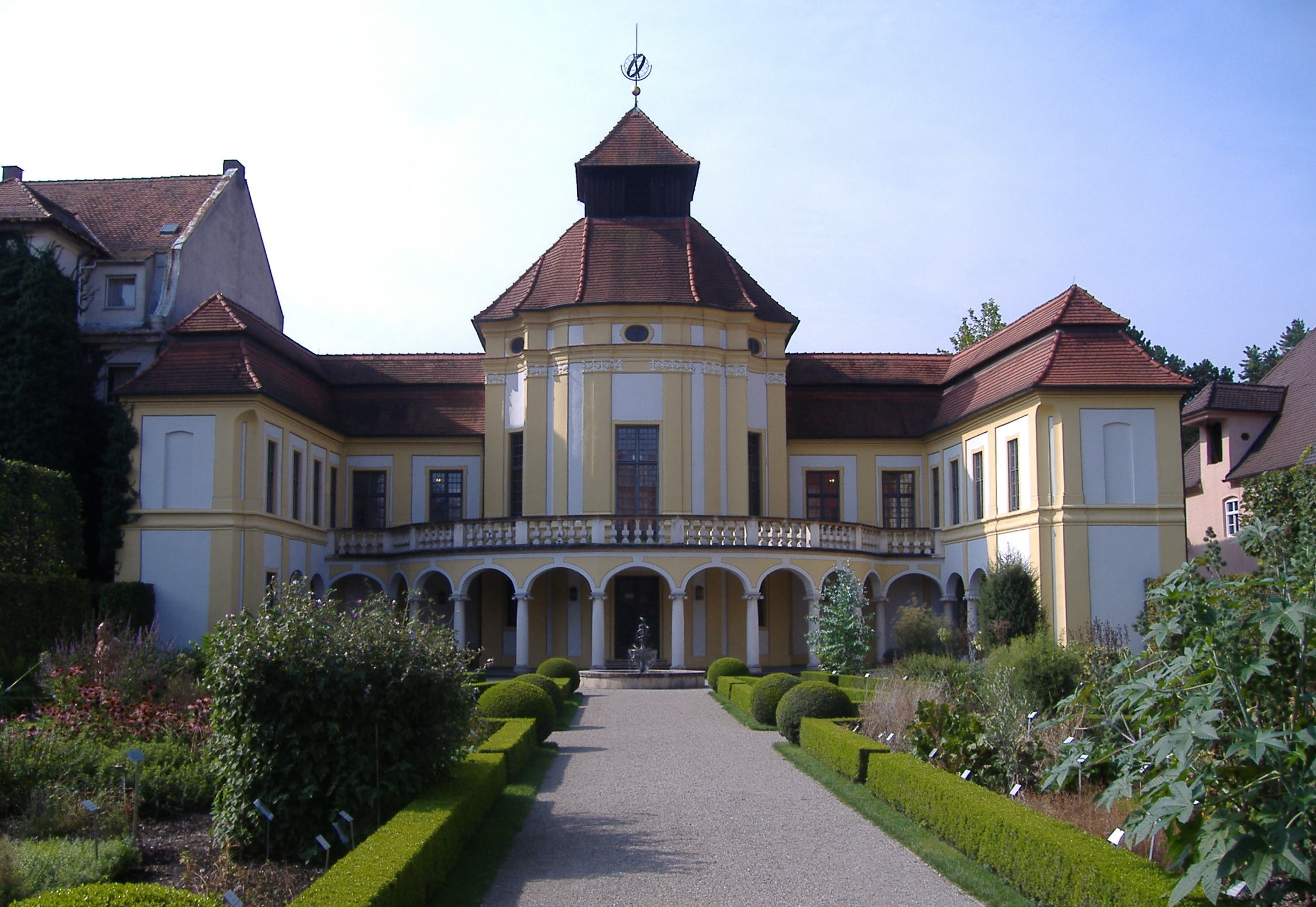
Stara Anatomia Ingolstadt - widok od strony ogrodu

Stara Anatomia (niem. die Alte Anatomie) – barokowa budowla w Ingolstadt w Bawarii, pierwotnie mieszcząca fakultet medycyny miejscowego uniwersytetu, obecnie siedziba Niemieckiego Muzeum Historii Medycyny (niem. das Deutsche Medizinhistorische Museum).
Usytuowana w zachodniej części miasta, pomiędzy zabudowaniami dawnego uniwersytetu (niem. die Hohe Schule) a murem miejskim. Budowa prowadzona była od roku 1723 według planów nadwornego budowniczego biskupów z Eichstätt, Gabriela de Gabrieli. Budowla nawiązuje formą do parkowej oranżerii lub małego pałacyku. Dwukondygnacyjna, nakryta wysokim mansardowym dachem, składa się z centralnego, półkoliście zamkniętego pawilonu, mieszczącego dawniej salę audytoryjną oraz dwóch obejmujących go, zagiętych pod kątem prostym, symetrycznie dostawionych skrzydeł. Dach nad pawilonem, nieco wyższym niż reszta budynku, zwieńczony jest kwadratową wieżyczką. Pomiędzy skrzydłami pawilon obiega łukiem balkon wsparty na kolumnowych arkadach, który wraz z systemem pilastrów i gzymsów nadaje zdecydowany rytm całej fasadzie. Budowa była finansowana głównie z darowizn. Za datę jej zakończenia uznaje się rok 1736, kiedy to Melchior Puchner ukończył barokowy fresk na suficie sali audytoryjnej.
W osi budowli wybiega ku północnemu wschodowi niewielki ogród w stylu włoskim. Założony w 1777 r., już w oparciu o systematykę Linneusza, został obsadzony roślinami leczniczymi i przyprawowymi jako tzw. hortus medico botanicus.
Wydział medyczny mieścił się tu do 1800 r., tj. do przeniesienia uniwersytetu do Landshut. W późniejszym okresie budynek wykorzystywany był do różnych celów. W 1970 r., w pięćsetną rocznicę założenia uniwersytetu, odkupiło go miasto. Po gruntownym remoncie i renowacji wnętrz w 1973 r. otwarto tu Niemieckie Muzeum Historii Medycyny.